# Sarazm
Sarazm (tadžiško Саразм) je starodavno mesto in tudi džamoat v severozahodnem Tadžikistanu. Sega v 4. tisočletje pr. n. št., z datumi C14 v razponu od 3900-2100 pr. n. št., in je danes na Unescovem seznamu svetovne dediščine. Džamoat je del mesta Pandžakent v regiji Sughd in ima skupno 27.877 prebivalcev (2015). Sestavljeno je iz 21 vasi, vključno s Chimkal'a (sedež), Abdusamad, Bostondeh, Kamar, Kamar-Taš in Sohibnazar.
Arheološko najdišče starodavnega mesta Sarazm je v bližini Sohibnazarja, vasi, ki je na levem bregu reke Zaravšan, blizu meje z Uzbekistanom. Sarazmska kultura je daleč pred prihodom andronovske stepske kulture v južno osrednjo Azijo v 2. tisočletju pred našim štetjem.

## Arheologija
Najdišče je 15 kilometrov zahodno od mesta Pandžakent in zavzema površino približno 1,5 km v dolžino in 400 do 900 m v širino. Na vrhuncu zasedbe je območje pokrivalo območje do 90 hektarjev, od katerih je 35 neoviranih.
Najdišče je zelo zanimivo za arheologe, saj predstavlja prvo protozgodovinsko kmetijsko družbo v tej regiji Srednje Azije. Poleg tega je najbolj severovzhodno od teh prazgodovinskih kmetijskih stalnih naselbin. Sarazm je bil prvo mesto v Srednji Aziji, ki je ohranilo gospodarske odnose z mrežo naselij, ki so pokrivala obsežno ozemlje od turkmenistanskih step in Aralskega jezera (na severozahodu) do Iranske planote in Inda (na jugu in jugovzhodu).

### Odkritja in izkopavanja
Po površinskih odkritjih, ki so bila odkrita zaradi kmetijske dejavnosti, se je prvo izkopavanje mesta začelo leta 1977, vodil pa ga je Abdullah Isakov z Akademije znanosti Tadžikistana. Med tem prvim izkopavanjem je bilo izvedenih osem sondiranj na različnih lokacijah in izkopana so bila tri območja. Leta 1987 je bilo izkopanih sedem območij in opravljenih dvajset sond.

#### Mednarodno sodelovanje
Najdišče je bilo raziskano v okviru večkratnega partnerstva med Tadžikistansko SSR in mednarodnimi partnerji. Predvsem plodno sodelovanje med francoskimi in tadžikistanskimi raziskovalci se je začelo leta 1984 s prvo znanstveno misijo. Leta 1985 je bil podpisan triletni sporazum o sodelovanju med Center national de la recherche scientifique (CNRS) in Tadžikistansko akademijo znanosti, partnerstvo, ki se je obnovilo do leta 1998, ko se je francoska misija preusmerila k podpori ohranjanja najdišča. Večino arheometričnih analiz je izvedel CNRS v Franciji. Francosko misijo so vodili R. Besenval, R. Lyonnet (keramologija) in F. Cesbron (mineralogija).
Leta 1985 sta dva ameriška profesorja P.L. Kohl (Wellesley College) in C.C. Lamberg-Karlovsky (Harvard) je sodeloval v ekspediciji, ki je bila organizirana kot skupni program arheološke izmenjave ZSSR in ZDA.

#### Stratigrafija in datacija
Mesto je sestavljeno iz štirih različnih slojev zasedbe, ki jih ločuje dolgo obdobje zapuščenosti. Ta klasifikacija je bila vzpostavljena med prvimi izkopavanji. Skupaj je približno 1,5 do 2 metra usedlin za približno tisočletje poselitve in vseh štirih plasti ni mogoče najti na vsaki lokaciji, kar nakazuje, da se je naselbina skozi stoletja selila. Različne plasti so oštevilčene Sarazm I, II, III, IV, pri čemer je Sarazm I najstarejša plast.
Datacija plasti je negotova, čeprav se večina strinja, da je prva polovica 4. tisočletja pr. n. št. začetek okupacije. Podatek je bil prvotno ugotovljen z radiokarbonskim datiranjem.
Izkopavanje VII, ki ga je izvedla francoska misija, je prav tako dalo nekaj radiokarbonskih podatkov o tem mestu.
Datacijo so potrdili tudi kulturni artefakti, ki pripadajo drugim kulturam, ki so bile že raziskane. Na primer, prisotnost turkmenskih glinenih črepinj iz obdobja Namazga II in III ter keramike Togau iz Beludžistana lahko potrjuje naseljenost od prve polovice četrtega tisočletja do druge polovice 3. tisočletja pred našim štetjem.

### Gospodarstvo
Po prvem izkopavanju Isakov ugotavlja, da je »jasno ugotovljeno, da se prebivalci Sarazma niso ukvarjali samo s poljedelstvom in živinorejo, temveč tudi z metalurško proizvodnjo«. Iz plasti II, III in IV je bil odkrit obsežen kovinski repertoar: med odkritji so bila bodala, šila, dleta, sekire in okrasni deli. Obstaja veliko dokazov, da so kovino v Sarazmu dejansko obdelovali s tehnikami, podobnimi tistim, ki so jih uporabljali v Mezopotamiji, na Iranski planoti in v dolini Inda.
Nekateri celo trdijo, da je bilo okoli 3000 pr. n. št. največje izvozno metalurško središče Srednje Azije.
Keramika, odkrita v Sarazmu, kaže na stike, ki segajo do Iranske planote, severnega Beludžistana in Turkmenistana. Na primer, našli so keramiko iz severovzhodne iranske kulture iz bronaste dobe, iz Seistana in Balučistana.
Kmetijstvo je olajšala tudi gradnja namakalnih naprav, ki so prebivalcem omogočile uporabo vode iz reke Zarafšan in zajemanje vode tudi iz gora. Na najdišču so odkrili pšenico (heksaploid za prosto mlatev) in ječmen (goli in oluščeni), medtem ko dokazov za metlasto proso in stročnice ni bilo. Goli ječmen, najden v Sarazmu, je po morfologiji podoben ječmenu, najdenem na mestih v Pakistanu, kot sta Mehrgarh in Naušaro, in tudi podoben ječmenu, ki so ga našli na najzgodnejših najdiščih na Kitajskem, kjer je bil ječmen prvič najden. Prebivalci so se ukvarjali tudi z rejo predvsem goveda, ovac in koz. Čredarstvo je bilo usmerjeno v maksimiranje sekundarnih proizvodov (mleko, volna, usnje).
Obdobje Sarazma III ustreza vrhuncu gospodarstva Sarazma, saj je prebivalstvo raslo, gradbene tehnike so se izboljšale in različne gospodarske dejavnosti, kot je lončarstvo (z uporabo na novo izumljenega počasi vrtečega se kolesa) in večja specializacija v metalurgiji in drugih obrtih.
Mesto naj bi bilo oživljeno kot rudarska točka za zbiranje turkizov iz bližnjih virov. Poleg tega je dolina Zarafšan bogata z minerali: zlato, srebro, galenit, baker, kositer in živo srebro. Mesto bi bilo vključeno v rudarjenje in preoblikovanje lokalnih virov.

### Arhitektura
Med številnimi izkopanimi strukturami se zdi, da je večina večsobnih bivališč, vendar se zdi, da imajo nekatere drugačen namen in služijo kot skupne stavbe. Zdi se, da so te stavbe dobro premišljene z jasnimi načrti, navadnimi opekami s stenami, ki so včasih prekrite z barvnim premazom, vendar njihove funkcije ostajajo nejasne. Na najdišču sta prisotni dve glavni gradbeni tehniki: opeka iz surove zemlje (oblikovana in sušena na soncu) in ročno oblikovana zemeljska gradnja.
Arhitektura Sarazma I je bila s kasnejšo plastjo močno poškodovana, zato ni bila temeljito raziskana. Stavbe iz drugega obdobja kažejo na prisotnost prehodov velikosti 50–60 centimetrov krat 20–25 cm, ki povezujejo stavbo kompleksa in omogočajo dostop do dvorišča, kjer so bile tudi krušne peči. Tla v obdobju Sarazma III so bila običajno požgana. Nekatere stavbe so predstavljale tudi velika ognjišča in na podlagi opazovanja podobnih ognjišč v Turkmenistanu je bilo ugotovljeno, da so te stavbe morda služile kot kultna območja.
V izkopu II so bile odkrite tudi utrdbe.

### Pokopališča
Grobišča so bila v obliki velikega kroga s premerom 15 metrov, obdanega z obzidjem. V nekaterih grobiščih so našli dragocene predmete, kot so lončenina in kroglice. Velika nekropola še ni odkrita.
Po analizi ostankov je antropolog Khodzhaiov ugotovil, da Sarazmci izvirajo iz južnega dela srednje in jugozahodne Azije in so genetsko povezani s prebivalci drugih eneolitskih najdišč v Turkmenistanu (Göksur in Kara-depe).
Priya Moorjani in drugi (2024), kažejo, da večina Indijcev izvira iz treh skupin prednikov, povezanih s starodavnimi iranskimi kmeti, pašniki v evrazijskih stepah in južnoazijskimi lovci-nabiralci. Vir prednikov iranskih kmetov izhaja iz sarazmske kulture.

### Kultura in umetnost
Na vrhuncu zasedbe Sarazma je mesto gospodarsko cvetelo in cvetela je umetniška produkcija. Keramika je bila bogato okrašena z motivi, kot so krogi, križi, trikotniki, črte in mrežasti vzorci, poslikani z rdečimi, rumenimi in modrimi pigmenti. Rozetni vzorci, najdeni na nekaterih keramikah, bi lahko kazali na razumevanje sončnega koledarja.
Najdeni so bili tudi terakotni kipci žensk in živali z magičnimi močmi, saj so se kiparske figure pojavile kot pomemben umetniški trend.
Verska prepričanja Sarazmcev so nejasna, vemo pa, da so imeli oltarje, kjer so goreli sveti ognji.
Zdi se, da je Sarazm povezan s kulturo Göksür prek svoje migracije proti vzhodu v regiji.

## Status svetovne dediščine
Proto-urbano območje Sarazm je bilo julija 2010 vpisano na seznam svetovne dediščine kot »arheološko najdišče, ki priča o razvoju človeških naselbin v Srednji Aziji od 4. tisočletja pred našim štetjem do konca 3. tisočletja pred našim štetjem«. To je prvo območje svetovne dediščine v Tadžikistanu.
Da bi zaščitili arheološko najdišče, so nekatera območja prekrila s kovinsko streho, druga pa ponovno zakopala pod zemljo. S pomočjo lokalnih prebivalcev in raziskovalnega inštituta CRATerre je bila zasnovana zaščitna prevleka iz riževih lupin in stabilizirane zemlje, ki pokriva občutljiva, prej nepokrita območja.
- Kamniti pečat, iz najdišča Sarazm, sredina 2. tisočletja pr. Nacionalni muzej starin Tadžikistana, Dušanbe, SZM Y-137.
- Žezlo iz Sarazma, druga polovica 3. tisočletja pr. n. št.
- Puščične konice, 4.-3. tisočletje pr. n. št.
- Obdelani kamen ali utež iz Sarazma, 4.–3. tisočletje pr. n. št.
- Bronasta sekirna glava iz najdišča Sarazm, druga polovica 3. tisočletja pr. n. št. Nacionalni muzej starin Tadžikistana, Dušanbe, P 1147/525.